# Lê Đình Kiên
Lê Đình Kiên (1621 - 1704) là một viên quan dưới triều Lê trung hưng trong lịch sử Việt Nam. Ông là người có tài về chính trị, quân sự, ngoại giao, ngoại thương, nên đã vỗ yên và xây dựng Phố Hiến (Hưng Yên) thành nơi phồn hoa đô hội lúc bấy giờ...

## Tiểu sử
Lê Đình Kiên sinh ngày 20 tháng 9 năm Tân Dậu (3 tháng 11 năm 1621, đời vua Lê Thần Tông) ở Bái Trại (nay là Thiết Đinh, còn gọi là Thiết Đanh), xã Định Tường (nay thuộc thị trấn Quán Lào), huyện Yên Định, tỉnh Thanh Hóa.
Cha mất sớm, ông sống với mẹ một thời gian, thì được Tả tướng Hờn (Tả đô đốc Hàn Tiến - Lê Văn Hiểu) ở Tĩnh Gia (Thanh Hóa) nhận về nuôi, rồi tiến cử vào triều (không rõ năm).
Lúc bấy giờ chúa Trịnh chuyên quyền, chiến tranh lại liên miên, khiến nhân dân đói khổ, loạn lạc khắp nơi. Từ trấn Sơn Nam trở ra đến vùng Đông Bắc cứ bị quân phỉ quấy phá, và trộm cướp nổi lên như rươi. Triều đình đã cử nhiều tướng tài, quan giỏi ra cai trị nhưng đều bất lực.
Năm Giáp Thìn (1664), Lê Đình Kiên vâng lệnh triều đình ra làm Trấn thủ trấn Sơn Nam. Tại đây, ông đã ra sức ổn định xã hội, dẹp quân Tàu Ô , trộm cướp, và mở mang Phố Hiến thành nơi phồn hoa đô hội, nên đương thời có câu: "Thứ nhất Kinh kỳ, thứ nhì Phố Hiến".
Lê Đình Kiên mất ngày 12 tháng 2 năm Giáp Thân (17 tháng 3 năm 1704, dưới triều vua Lê Hy Tông) tại Phố Hiến (thọ 84 tuổi ta). Về sau, di cốt của ông được cải táng đưa về quê nhà .
Kể sơ lược về Trấn thủ Lê Đình Kiên, trong sách Đại Việt sử ký toàn thư, phần Bản kỷ tục biên (1676 - 1740), có đoạn viết:
...Giáp Thân, [Chính Hòa], năm thứ 25 (1704)...Mùa xuân, tháng hai, Trấn thủ Sơn Nam Thiếu bảo Quận công Lê Đình Kiên mất. Đình Kiên làm Nội thị trong cung cấm, nhiều lần theo (chúa Trịnh) đi chinh phạt, có công lao, ở trấn (Sơn Nam) trước sau đến 40 năm. Ông làm việc chính sự chuộng nghiêm khắc, cứng rắn, (vì vậy) trộm cướp nằm im không dám hoạt động. Kiên nổi tiếng về cai trị. Đến đây chết, 82 tuổi, truy tặng Thái bảo, truy phong là phúc thần.

## Ghi nhận công lao
Ngoài việc Trấn thủ Lê Đình Kiên được triều Lê trung hưng truy phong tước hiệu và phúc thần, lúc bấy giờ người Việt và người nước ngoài ngụ ở Phố Hiến cũng đã dựng bia ghi công ông. Ở nơi ấy hiện vẫn còn 2 tấm bia, một do Trưởng tài Nam Hải là Trần Đế Đào (người Phúc Kiến, Trung Quốc) dựng năm 1723, một do người địa phương dựng vào năm 1727. Nội dung 2 bia cơ bản giống nhau, đều ca ngợi công đức của ông, coi ông ngang với những bậc trung thần nghĩa sĩ ngày xưa.
Ở quê nhà (thôn Thiết Đinh), nhân dân cũng đã lập miếu thờ ông, và gọi là miếu Anh Linh Vương. Ngôi miếu nay vẫn còn, và đã được xếp hạng là di tích lịch sử cấp quốc gia ngày 9 tháng 9 năm 1994. Trong đền thờ có hai câu đối ca ngợi công đức của ông:
Đại đức tứ dân, danh tại sử
Sinh vi lương tướng tử vi thần.
Nghĩa:
Đức ở trong dân, danh lưu sử sách
Sống là ông tướng tốt, chết thành thần.
Và:
Trị sự liêm bình, kim cổ đan thanh tuế tích
Tại nhân đức trạch, Bắc Nam kim thạch minh danh.
Nghĩa:
Việc cai trị công bằng và liêm chính mãi mãi tiếng ghi sử sách
Đức lớn cho dân cậy, cả Việt Nam lẫn Trung Hoa danh khắc vào đá vàng.
Hiện nay, ở Yên Định (Thanh Hóa) có trường PTCS Lê Đình Kiên, và thành phố Hưng Yên có đường Lê Đình Kiên.

## Hậu thế đánh giá
Lê Đình Kiên là người có tài về chính trị, quân sự, ngoại giao, ngoại thương; nên ông được vua chúa trọng dụng, được thay mặt triều đình giao thiệp và cộng tác với các thương điếm ngoại quốc đến buôn bán ở Phố Hiến (Hưng Yên), như Hà Lan, Anh, Pháp, Nhật Bản, Bồ Đào Nha,...
Suốt 40 năm ở trấn Sơn Nam (từ 1664 - 1704), ra sức ổn định xã hội, dẹp giặc, trộm cướp không chỉ bằng pháp luật, mà còn bằng cả tấm lòng bao dung nhân ái. Những người dân trước đây vì đói kém, loạn lạc, phải tha phương cầu thực, lưu tán các nơi, ông cho tập trung lại, cho đất lập làng, tạo điều kiện làm ăn sinh sống. Ngay cả những người Hoa chạy loạn nhà Thanh sang Đại Việt, cũng được ông chiêu dụ lại, cấp đất cho làm ăn. 
Bên cạnh đó, ông còn nổi tiếng là người có tài xét kiện. Bọn trộm cướp truyền tin nhau không dám quấy phá khu vực ông cai quản, có nhiều kẻ có tội gặp ông để đầu thú và xin hứa hoàn lương. Việc kiện tụng nhờ đó cũng tinh giảm. Ngoài ra, ông còn là người có công vận động người dân trồng nhiều nhãn, một loại cây đặc sản của Hưng Yên...

## Vụ án Vợ chồng phường chèo
Sách "Kiến văn tiểu lục" của Lê Quý Đôn có chép một chuyện thực về vợ chồng người phường chèo ở Sơn Nam như sau:
"Một người phường chèo, vợ có nhan sắc, người khách buôn phương Bắc trông thấy liền bỏ tiền của ra dụ dỗ vợ chồng người ấy xuống thuyền ca hát, nhân đấy cho người chồng uống rượu say, rồi đem người vợ giấu ở dưới cột buồm, bắt miệng ngậm nhân sâm để khỏi tắt thở. Khi người chồng tỉnh rượu, không thấy vợ, hỏi thì người lái buôn nói dối là "đã lên bờ từ trước rồi". Người chồng tìm khắp nơi không thấy bèn làm đơn tố cáo ở cửa doanh. Lê Đình Kiên làm trấn thủ Sơn Nam lúc đó, sai người tìm kiếm trong thuyền không thấy bóng dáng đâu cả lại sai viên thuộc là Dung Vũ đem lính đi tìm. Người khách buôn hùng hổ, tuốt gươm quát to lên rằng: "Nếu không tìm được, ta sẽ giết ngươi". Dung Vũ sức lực to lớn, xông thẳng đến ôm chặt lấy và giật phăng lấy thanh kiếm, rồi mắng người khách lái buôn rằng: "Mày muốn kháng cự việc quan à?". Sau đó, Vũ bắt trói ba người giải nộp quan. Đình Kiên sai giam riêng mỗi người một nơi, đem hết đồ tra tấn ra để uy hiếp nhưng bọn kia vẫn không thú nhận. Đình Kiên bàn, trước hết đem hai người khảo đả thật đau, còn một người nữa thì cho đứng ngoài sân xa xa trông thấy. Khi khảo đả 2 người xong, cho lôi ra chỗ khác, bấy giờ mới cho giải người thứ ba vào mắng rằng: "Bọn kia đã chiêu xưng rồi, lời cung chứng cứ đủ cả đây, mày còn giấu giếm chối cãi à?" vừa nói, vừa cầm vờ một tờ giấy bảo cho người này biết, lập tức người này mặt mày tái mét, tâm trạng hoang mang sợ "mất mật" mà khai hết. Đình Kiên sai bắt giải về thuyền, tìm ở dưới cột buồm, quả nhiên thấy vợ người phường chèo, liền trao trả cho người ấy và phạt người khách buôn phương Bắc 70 dật bạc. Người ta đều khen Đình Kiên là người khéo xét kiện".